# Canlaon Volcano
Canlaon Volcano är en vulkan i Filippinerna.   Den ligger i provinsen Negros Occidental och regionen Västra Visayas, i den södra delen av landet, 500 km söder om huvudstaden Manila. Toppen på Canlaon Volcano är 2 435 meter över havet.
Terrängen runt Canlaon Volcano är bergig åt nordväst, men åt sydost är den kuperad. Canlaon Volcano är den högsta punkten i trakten. Trakten är tätbefolkad. Närmaste större samhälle är Canlaon, 10,2 km öster om Canlaon Volcano.